# Reprezentacja Finlandii na Mistrzostwach Europy w Wioślarstwie 2007
Reprezentacja Finlandii na Mistrzostwach Europy w Wioślarstwie 2007 liczyła 2 sportowców. Najlepszym wynikiem było 2. miejsce w dwójce podwójnej kobiet.

## Medale

### Złote medale
Brak

### Srebrne medale
dwójka podwójna (W2x): Sanna Stén, Minna Nieminen

### Brązowe medale
Brak

## Wyniki

### Konkurencje kobiet
- dwójka podwójna (W2x): Sanna Stén, Minna Nieminen – 2. miejsce